# María Luisa Sánchez Bustamante
María Luisa Sánchez Bustamante Calvo (Sucre, 19 de agosto de 1896 - La Paz, 3 de julio de 1988) fue una destacada feminista, pedagoga y política boliviana. Fue pionera del movimiento sufragista en Bolivia y presidenta de la Unión Femenina de Bolivia (UFB), desempeñando un papel central en la conquista del voto femenino y la lucha por los derechos civiles y políticos de las mujeres bolivianas. También fue la fundadora del Ateneo Femenino, siendo su primera presidenta durante 28 años consecutivos. Fue tía de Gonzalo Sánchez de Lozada quien sería Presidente de Bolivia en los períodos de (1993-1997) y (2003). Fue directora del Museo Nacional Palacio Tihuanacu desde 1933 hasta 1936, tuvo interés por al pasado andino del país desde joven.

## Juventud y educación
Nacida el 19 de agosto de 1896 en Sucre, María Luisa era hija del Dr. Daniel Sánchez Bustamante, abogado y diplomático que influenció profundamente su vida, y su esposa Doña Carmen Calvo Molina, nieta del Dr. Manuel Molina Zamudio y sobrina nieta de Tomás Frías. Sus hermanos fueron: Vicente, Julio, Daniel, Isabel, Carmen, Mercedes, Luz, Javier y Jaime. Desde joven se destacó por su inteligencia y carácter enérgico. Su formación inicial fue en colegios privados de Sucre, y más tarde en el Liceo de Señoritas, donde comenzó a desarrollar su pensamiento crítico y su conciencia social.

## Primeros compromisos sociales
Sánchez Bustamante trabajó como educadora en La Paz. Fue en aquella ciudad en que contrajo matrimonio en 1919 con Armando Julio de Urioste Arana, un magnate industrial que era director gerente de la Sociedad de Cemento y director de la Compañía de Construcciones, con quien tendría dos hijos. A pesar de las expectativas sociales de dedicarse al hogar, continuó participando activamente en la vida intelectual y cultural paceña.
En 1935, fundó junto con otras mujeres intelectuales la Unión Femenina de Bolivia (UFB), organización dedicada a promover los derechos civiles de la mujer, con énfasis en el sufragio femenino, la educación y la reforma del Código Civil.

### Activismo político y logros
Durante la década de 1940, María Luisa intensificó su activismo. Fue una figura clave en la campaña por el voto femenino. En 1947, la UFB presentó un proyecto al Congreso solicitando el sufragio para las mujeres, el cual fue inicialmente rechazado, pero dejó sembradas las bases del cambio.
Sánche Bustamante participó también en causas sociales más amplias. Colaboró con campañas de alfabetización, impulsó la creación de bibliotecas populares y luchó contra la discriminación hacia los pueblos indígenas. En varias ocasiones fue invitada a foros internacionales, incluyendo encuentros de la Comisión Interamericana de Mujeres y la ONU.
Finalmente, el voto universal femenino fue reconocido en Bolivia en 1952, luego de la Revolución Nacional. La Constitución de 1952 incorporó los derechos políticos de la mujer, lo cual fue visto como una victoria histórica para María Luisa y la UFB.

## Reconocimientos y legado
Durante su vida, María Luisa fue condecorada por su labor educativa y cívica. Fue nombrada Presidenta Honoraria de la UFB y recibió distinciones tanto del Estado boliviano como de organizaciones internacionales. En 1986, al cumplirse 50 años de la fundación de la UFB, se le rindió homenaje en La Paz, reconociendo su trayectoria como pionera del feminismo en Bolivia.
Falleció el 3 de julio de 1988, dejando un legado duradero en la historia de los derechos de las mujeres en Bolivia. Su figura es recordada como la de una feminista sui generis, que combinó compromiso social, acción política y sensibilidad humanista.